# Barnens dag
Barnens dag är en temadag då barnen uppmärksammas och får presenter. Internationella barndagen firas den 7 oktober varje år. Det finns också nationella varianter, till exempel i Sverige där en sådan infaller den 13 maj varje år. I Japan finns kodomo no hi som firas den 5 maj. 12 april firas barnens dag i Bolivia.

## Organisationen Barnens Dag
Barnens Dag är namnet på en svensk välgörenhetsorganisation grundad 1967.
Ursprung i en satsning på  barnkolonier sommartid för fattiga stadsbarns möjlighet till en tids sommarvistelse på landsbygden i Roslagen från 1884 på initiativ av folkskollärarinnan Agnes Lagerstedt efter schweizisk förebild. Året därpå, 1885, bildades på initiativ av kronprinsessan Victoria Föreningen för skollovskolonier. För att möjliggöra fler sommarkolonier på fler platser började man på olika orter arrangera festligheter och aktiviteter för att få in medel till detta. En första Barnens Dagsfest anordnades 11–12 maj 1901 i Casselska parken i Grängesberg och för pengarna inköptes en fastighet på Öddö i Strömstad, dit grängesbergsbarn kunde åka sommartid. 
I samband med Pressens vecka i Stockholm 1901 föreslog Axel Eliasson anordnandet av en barnens dag med barnfester och barn som medverkande. 1903 anordnades en Børnehjelpsdag i Köpenhamn, som huvudsakligen bestod av insamling med bössor på gatorna. Barnens dag efter det danska mönstret anordnades i Stockholm 1905–1909. Från hösten 1910 övertogs ledningen av Axel Eliasson, som efter det av honom framlagda programmet, med ett huvudmoment av barnfester med barn som medverkande och all basarverksamhet slopades. Från 1912 infördes särskilda dagar, nämligen 3:e lördagen och söndagen i september. Från 1912 förlades festerna till Stockholms stadion. 1917 sammanförde Barnens dag för första gången sedan 1875 Nordens studentsångare. 1926 ordnades vattenfestspel på Mälarfjärden och 1927 på Djurgårdsbrunnsviken, 1927 hölls festligheterna i Stockholms stadshus och 1928 på Stockholms centralstation.
1910–1941 utgavs tidningen Barnens dagblad, från 1925 med prins Wilhelm som redaktör.
Efterhand växte flera lokala Barnens Dag-föreningar fram runtom i Sverige och 1941 bildades Sveriges Barnens Dags ledares förening för samverkan mellan lokalföreningarna. 1967 ombildades föreningen till det samordnande Barnens Dags Riksförbund. Namnet Barnens Dag är varumärkesskyddat av Barnens Dags Riksförbund (BDR).
Föreningarna anordnar Barnens dags-firanden, talangjakter med mera och har program för uppmuntran av sjuka eller problemtyngda barn i familjer med dålig ekonomi.